# 札幌市立あやめ野小学校
札幌市立あやめ野小学校（さっぽろしりつ あやめのしょうがっこう）は、北海道札幌市豊平区月寒東1条11丁目にある市立小学校。
校木はカツラであり、校庭に植樹されている。
札幌市教育委員会の事業である「札幌市学校図書館地域開放事業」の指定校となっている。

## 沿革
- 1984年4月1日 - 仮称「札幌市立月寒東地区小学校」開校事務取扱の発令。
- 1984年10月9日 - 校名を札幌市立あやめ野小学校と制定。
- 1985年3月26日 - 札幌市立月寒東小学校、札幌市立羊丘小学校より分割し、あやめ野小学校開校。
- 1989年10月13日 - 校木の植樹。

## 通学区域
出典
- 月寒中央通7丁目（6番～8番）
- 月寒中央通8丁目（3番～4番）
- 月寒中央通9丁目（3番）
- 月寒中央通10丁目（3番～6番）
- 月寒中央通11丁目（4番～7番）
- 月寒東1条7丁目～13丁目
- 月寒東2条8丁目（1番～2番、4番～5番）
- 月寒東2条9丁目（1番～6番）
- 月寒東2条10丁目（1番～2番、3番(1号～2号・39号～44号)）
- 月寒東2条11丁目（9番11号を除く）
- 月寒東2条12丁目
- 月寒東2条13丁目（1番～2番、4番～5番）

## アクセス
- 札幌市営地下鉄東豊線福住駅（2番出口）から、徒歩7分。